# راشنبرگ-بیننموهله

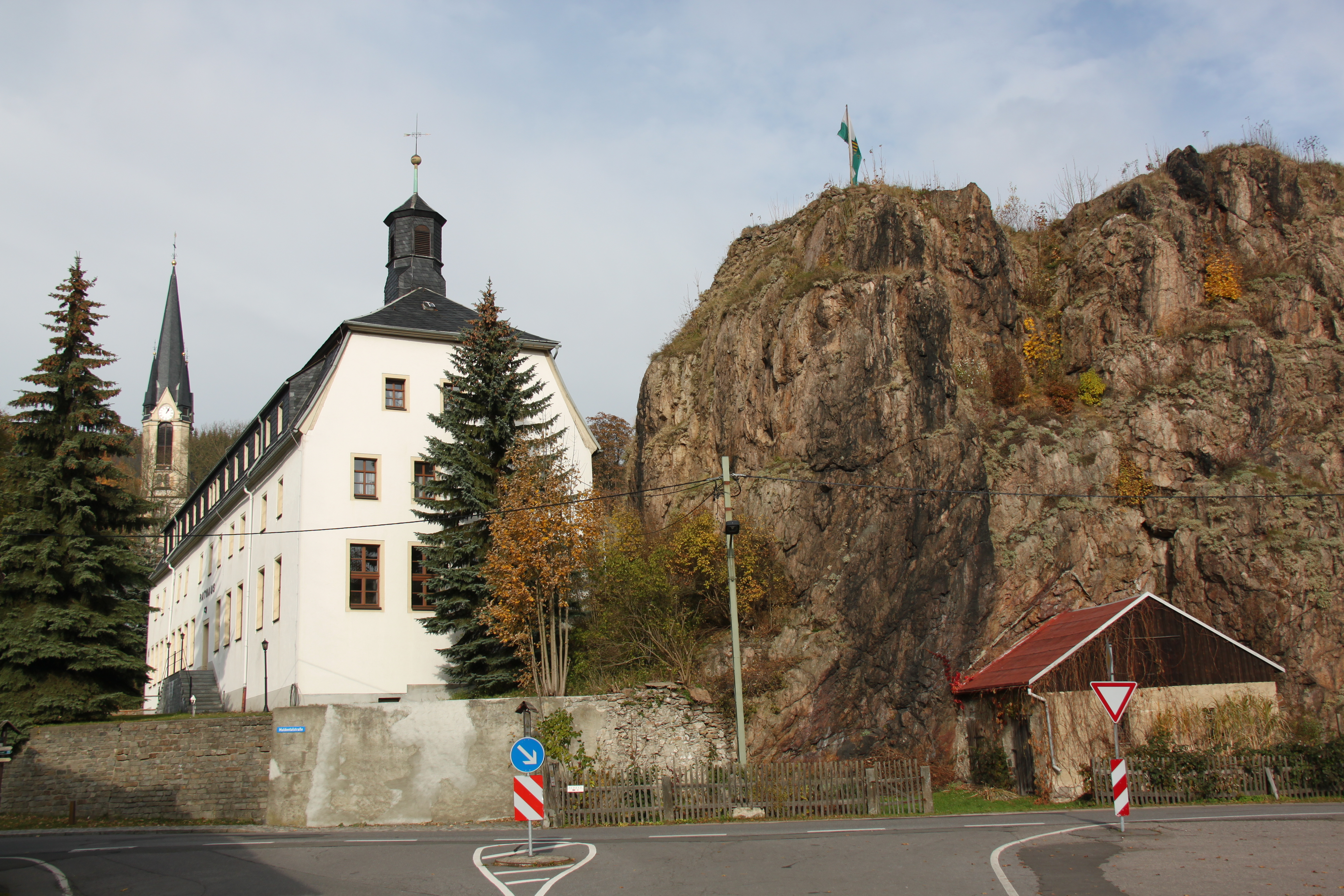
کلیسای شهر راشنبرگ-بیننموهله

راشنبرگ-بیننموهله (به آلمانی: Rechenberg-Bienenmühle) یک شهر در آلمان است که در میتل‌زاکسن واقع شده‌است. راشنبرگ-بیننموهله ۲٬۲۷۸ نفر جمعیت دارد.